# Sabra (Likör)
Sabra (סברה) ist ein Likör mit Schokoladen- und Orangenaroma, der in Israel hergestellt wird.

## Geschichte
Die Marke wurde von Edgar Miles Bronfman senior für den familieneigenen Spirituosenhersteller Seagram entwickelt. Sein Ziel war es, eine unverwechselbare Nationalspirituose Israels zu schaffen. Der Name geht auf die ursprünglich angedachte Hauptzutat, die Kaktusfeige, sowie die Bedeutung des hebräischen Wortes für diese Frucht, Sabra, als Synonym für in Palästina geborene und damit – dem Bild entsprechend – fest in diesem Land verwurzelte Juden zurück, die sich auch von widrigen Bedingungen nicht beeinflussen lassen. Da der Kaktusfeigenlikör jedoch kaum Anklang fand, wurde die Rezeptur sehr bald durch die heutige ausgetauscht, der Name jedoch beibehalten. Der Likör wird seit 1990 von der Carmel Winery hergestellt und seit 2003 auch von diesem Unternehmen vermarktet.

## Das Produkt
Der Likör hat einen Alkoholgehalt von 30 %. Dominierender Geschmack ist das Aroma der Bitterschokolade, ergänzt mit dem Aroma der Jaffa-Orange und leichten Zitrusanklängen. Neben dem Hauptprodukt gibt es zudem einen Sabra-Kaffeelikör und einen mit Orange aromatisierten Weinbrand unter dem Namen Grand Sabra.